# Бифума, Тьеви
Тьеви́ Гива́н Бифума́ Кулосса́ (фр. Thievy Guivane Bifouma Koulossa; род. 13 мая 1992, Сен-Дени, Франция) — конголезский футболист, вингер клуба «Шэньчжэнь» и сборной Республики Конго.

## Клубная карьера
В 2006 году Тьеви начал карьеру в футбольной академии «Страсбура». В 2010 году он был замечен скаутами «Эспаньола» и вскоре перебрался в академию каталонцев. 13 марта 2011 года в матче против «Депортиво Ла-Корунья» Бифума дебютировал в Ла Лиге, выйдя на замену вместо Жоана Верду. 17 декабря в поединке против хихонского «Спортинга» он забил свой первый гол за клуб. В финале Кубка Каталонии против «Барселоны» Тьеви сделал хет-трик и помог «Эспаньолу» завоевать трофей.
В сентябре 2012 года Тьеви на правах аренды перешёл в «Лас-Пльмас», выступающий в Сегунде. 8 сентября в матче против «Алькоркона» он дебютировал за новый клуб. 22 сентября в поединке против «Вильяреала» Бифуам сделал «дубль». После удачного выступления за «Лас-Пальмас» Тьеви вернулся в «Эспаньол» и продлил контракт с клубом до 2017 года.
В 2014 году Бифума на правах аренды перешёл в английский «Вест Бромвич Альбион». В новом клубе он взял себе «50» номер. 8 февраля в матче против «Кристал Пэлас» он дебютировал в английской Премьер-лиге, выйдя на замену в начале второго тайма вместо Золтана Гера. Спустя минуты после появления на поле Тьеви забил свой первый гол за новый клуб.
Летом 2014 года Бифума был отдан в годовую аренду в «Альмерию». 23 августа в матче против «Эспаньола» он дебютировал за новый клуб. 8 ноября в поединке против «Барселоны» Бифума забил свой первый гол за «Альмерию».
В августе 2015 года «Гранада» арендовала Бифума на один сезон с правом обязательного выкупа за 1,3 млн евро. 30 августа в матче против «Хетафе» он дебютировал за новую команду.
В начале 2016 года Тьеви на правах аренды перешёл во французский «Реймс». 30 января в матче против «Лорьяна» он дебютировал в Лиге 1. Через неделю в поединке против «Канна» Бифума забил свой первый гол за «Реймс». Летом 2016 года контракт Тьеви с «Эспаньолом» закончился и он на правах свободного агента перешёл в «Бастию». 12 августа в матче против «Пари Сен-Жермен» Бифума дебютировал за новый клуб. 15 октября в поединке против «Анже» он забил свой первый гол за «Бастию».
В начале 2017 года Бифума покинул Францию и подписал контракт с турецким «Османлыспор». 22 января в матче против «Антальяспора» он дебютировал в турецкой Суперлиге. 19 февраля в поединке против «Аданаспора» Тьеви забил свой первый гол за «Османлыспор». Летом того же года Бифума присоединился к «Сивасспору». 17 сентября в матче против своего предыдущего клуба «Османлыспора» он дебютировал за новую команду. В этом поединке Тьеви сделал «дубль», забив свои первые голы за «Сивасспор».

## Международная карьера
В 2012 году Тьеви дебютировал за молодёжную сборную Франции. В начале 2014 года Бифума принял решение выступать за свою историческую родину.
2 августа в матче отборочного турнира Кубка Африки против сборной Руанды он дебютировал за сборную Республики Конго. 6 сентября в поединке квалификации против сборной Нигерии Тьеви сделал «дубль», забив свои первые голы за национальную команду.
В начале 2015 года Бифума попал в заявку сборной на участие в Кубке Африки в Экваториальной Гвинее. На турнире он сыграл в матчах против команд Экваториальной Гвинеи, Габона, Буркина-Фасо и ДР Конго, забив три мяча.
13 октября в поединке против сборной Бенина Бифума сделал «дубль».

### Голы за сборную Республики Конго
| #   | Дата            | Место                                               | Противник             | Счёт | Результат | Соревнование                     |
| --- | --------------- | --------------------------------------------------- | --------------------- | ---- | --------- | -------------------------------- |
| 01. | 6 сентября 2014 | Усейн Стедиум, Калабар, Нигерия                     | Нигерия               | 1:2  | 2:3       | Кубок Африки 2015 квалификация   |
| 02. | 6 сентября 2014 | Усейн Стедиум, Калабар, Нигерия                     | Нигерия               | 1:3  | 2:3       | Кубок Африки 2015 квалификация   |
| 03. | 10 января 2015  | Леопольд Сенгор, Дакар, Сенегал                     | Кабо-Верде            | 0:1  | 3:2       | Товарищеский матч                |
| 04. | 17 января 2015  | Бата, Бата, Экваториальная Гвинея                   | Экваториальная Гвинея | 1:1  | 1:1       | Кубок Африки 2015                |
| 05. | 25 января 2015  | Бата, Бата, Экваториальная Гвинея                   | Буркина-Фасо          | 1:0  | 2:1       | Кубок Африки 2015                |
| 06. | 31 января 2015  | Бата, Бата, Экваториальная Гвинея                   | ДР Конго              | 2:0  | 2:4       | Кубок Африки 2015                |
| 07. | 13 октября 2015 | Альфонс Месамба-Дебат, Браззавиль, Республика Конго | Бенин                 | 1:0  | 2:1       | Товарищеский матч                |
| 08. | 13 октября 2015 | Альфонс Месамба-Дебат, Браззавиль, Республика Конго | Бенин                 | 2:1  | 2:1       | Товарищеский матч                |
| 09. | 14 ноября 2015  | Аддис-Абеба, Аддис-Абеба, Эфиопия                   | Эфиопия               | 1:1  | 3:1       | Чемпионат мира 2018 квалификация |
| 10. | 17 ноября 2015  | Альфонс Месамба-Дебат, Браззавиль, Республика Конго | Эфиопия               | 2:1  | 2:1       | Чемпионат мира 2018 квалификация |
| 11. | 10 июня 2017    | Стад де Мартир, Киншаса, ДР Конго                   | ДР Конго              | 1:1  | 3:1       | Кубок Африки 2019 квалификация   |
| 12. | 1 сентября 2017 | Баба Яра, Кумаси, Гана                              | Гана                  | 0:1  | 1:1       | Чемпионат мира 2018 квалификация |
| 13. | 25 марта 2018   | Арме Бергеал, Мант-ла-Жоли, Франция                 | Гвинея-Бисау          | 2:0  | 2:0       | Товарищеский матч                |